# 1345
Cette page concerne l'année 1345  du calendrier julien. Pour l'année 1345 av. J.-C., voir 1345 av. J.-C.
L'année 1345 est une année commune qui commence un samedi.

## Événements
- Date possible de la fondation de Tenochtitlan (Mexico) par les Aztèques (ou 1325)[1].

- Shamsuddin Ilyas shah devient gouverneur du Bengale (fin en 1358)[2]. Il unifie le Bengale sous son autorité. Les souverains de la dynastie ilyâs-shahide seront renversés par le chef de la faction éthiopienne, dont ils avaient fait la base de leur armée. Puis un Arabe, Husayn Shâh, fonde une nouvelle dynastie sous laquelle le sultanat du Bengale atteindra une grande prospérité (XVIe siècle). Les souverains du Bengale chercheront à promouvoir l’unité entre les Hindous et les Musulmans, politique qui provoquera une véritable interpénétration entre les deux cultures, qui apparaît dans la littérature mystique et poétique.

- Les Ottomans absorbent l’émirat de Karasi, et prennent pied sur les Dardanelles[3].

### Europe
- 11 janvier : révolte populaire à Savone puis à Gênes (14 janvier) contre la noblesse, soupçonnée de soutenir les mécontents qui assiègent la ville. Plus tard, la paix est rétablie entre le peuple et les exilés par la médiation de Lucien Visconti[4].
- 27 mars[5] : fuite de Jean de Montfort en Angleterre où il prête hommage à Édouard III d'Angleterre.
- Mai : révolte des ouvriers tisserands à Gand et à Bruges[6]. Les tisserands de Gand massacrent les foulons (ongles bleus), main d’œuvre pauvre et peu qualifiée (cf. 1349).
- 11 juin : assassinat du grand duc byzantin Alexis Apokaukos[7].
- 17 juin : victoire de Thomas Dagworth sur Charles de Blois à Cadoret près de Josselin, dans la guerre de Succession de Bretagne[8].
- 17 ou 24 juillet[9] : Jacob van Artevelde est assassiné.
- Juillet - août, Empire byzantin : massacre des nobles à Thessalonique[10] par les Zélotes qui forment un gouvernement populaire (fin en 1349).
- 18 septembre : André de Hongrie est assassiné sauvagement à Aversa[11]. La reine Jeanne est mise en cause par le roi Louis Ier de Hongrie.
- 25 septembre : le Serbe Étienne Douchan occupe la ville de Serrès puis toute la Chalcidique et le mont Athos. Il se déclare empereur à Serrès à Noël[12].
- 26 septembre : 
  - Guillaume II d'Avesnes est tué à la bataille de Staveren en Frise[13]. Extinction de la famille régnante de Hollande. Le comté de Hollande passe à la dynastie de Bavière (Wittelsbach), ce qui ouvre un long conflit entre Marguerite, la sœur du dernier comte, et son fils Guillaume IV qui revendiquait l’héritage, au motif que la province, « fief d’épée », ne pouvait échoir à une femme.
  - Mort de Jean de Montfort après un échec devant Quimper[14].
- 13 novembre : l’infant de Portugal, Pierre, est secrètement amoureux d’Inès de Castro une jeune femme de la suite de sa femme Constance de Castille. À la mort de cette dernière en couche (13 novembre[15]), il épousera secrètement Inès avec laquelle il aura quatre enfants.

- Olgierd (Algirdas) devient grand-prince de Lituanie (fin en 1377)[16].
- Découverte par Pétrarque à Vérone des lettres à Atticus de Cicéron[17].
- Réforme municipale en Castille. Alphonse XI instaure des regidores, conseillers nommés à vie par le roi. Les premiers sont nommés à Burgos en 1345[18].
- Organisation du Cortes de Castille à Alcala de Henares[19].